# Жабський монастир
Жабський монастир на честь Вознесіння Господнього — жіночий монастир Кишинівської єпархії Російської православної церкви в селі Жабка Флорештського району Молдови.

## Історія
Печерний Жабський монастир засновано в середині XVII століття ієромонахом Іезекілем, який прийшли сюди з монастиря Делені. Кілька років знаходилося в запустінні через набігів татар. У 1770 році в залишеній скелі оселився ієромонах Феодосій. Незабаром до нього стала стікатися братія, що рятувалися від навали татар у горах, і скит став затісним і незручний для присутніх. Ієромонах Феодосій, випросивши у власників вотчини Жабки невелику частину землі, розташованої нижче скиту, за якою протікало два джерела, побудував там дерев'яну церкву. У 1813 році ієромонах Феодосій був возведений у сан ігумена, а скит перейменовано в монастир.
В архіві монастиря зберігалися копії з документів XVII століття на володіння землею, старовинний синодик з іменами благодійників, а також кілька стародруків на румунській мові з записами Жабських ченців XVIII і XIX століть.
З квітня 1916 року обитель населяють черниці, що втікали з Росії. Вони були перевезені сюди з монастиря Лесна архієпископом Кишинівської-Хотинським Анастасієм. А ті ченці, які перебували раніше в Жабці, були переведені в Хиржавський монастир. Громада починає жити в обителі під керівництвом ігумені Катерини, яка була родом з царської сім'ї Романових.
Розквіту монастир набуває при єпископі Бєльцькому Віссаріоні Пую. Обитель одержує 49 га землі, тут будується електростанція, млин.
У 1940 році, громада Жабського монастиря була видворена за стіни обителі, а все майно конфісковано. Але в 1941 році черниці повернулися до монастиря, отримавши назад свої володіння.

## Сучасність
Сьогодні Жабський монастир знаходиться під керівництвом ігумені Таїсії (Стреіну) і нараховує близько 60 насельниць (черниць і рясофорних). Богослужіння в обителі здійснюють два священнослужителі.
Монастир відкритий для щоденного відвідування.

## Храми монастиря

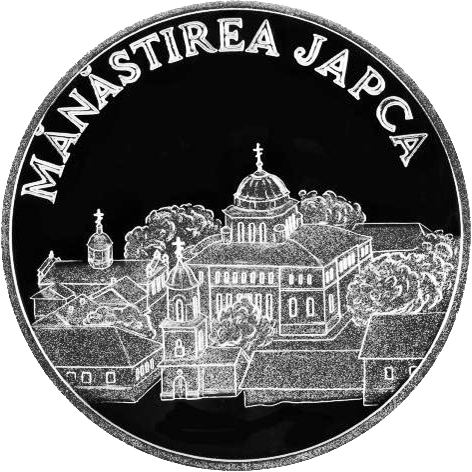
Реверс

- Храм на честь Воздвиження Хреста Господнього;
- Храм на честь Вознесіння Господнього;
- Храм в ім'я Архістратига Михаїла.

## Монастир на монеті
Національний банк Молдови 25 грудня 2000 року випустив в обіг як платіжний засіб та в нумізматичних цілях срібну пам'ятну монету якості пруф із серії «Монастирі Молдови» — Монастир Жабка, номіналом 50 лей.
В центрі — рельєфне зображення монастиря з фрагментами пейзажу; У верхній частині, по колу монети — заголовними буквами викарбувано напис «MĂNĂSTIREA JAPCA».